# Знищення чеченської авіації
Знищення чеченської авіації — бойовий епізод Першої російсько-чеченської війни. Внаслідок авіаударів по чеченських аеродромах російськими ВПС була повністю знищена авіація Чеченської Республіки Ічкерія.

## 1992-1994
Після виведення у 1992 році російських військ із Чечні на її аеродромах було залишено 265 літаків двох навчальних авіаполків Армавірського вищого військового авіаційного училища військ ППО та навчального авіаційного центру колишнього ДТСААФ СРСР які потенційно могли використовуватися в бойових діях. Серед них було 260 чеськими навчально-бойових літаків (149 Л-29 «Дельфін» та 111 Л-39 «Альбатрос»), кожен з яких міг нести два блока некерованих ракетних снарядів УБ-16 або до 250 кг бомбового навантаження. Ще п'ять літаків були застарілими винищувачами МіГ-17 (3 літака) та МіГ-15 (2 літака). Вся чеченська авіація базувалася на трьох аеродромах - Грозний-північний, Ханкала і Калинівська. На аеродромі Грозний-північний ще були літаки Ан-2, Ту-134, Ту-154 та гелікоптери Мі-8. Протиповітряний захист аеродромів забезпечувався комплексами ЗСУ-23-4, установками ЗУ-23 і кулеметами ДШК, модифікованими для ведення вогню по повітряних цілях. 
Дудаєв планував сформувати бойову, навчальну і транспортну ескадрильї. До 1994 року була сформована одна бойова ескадрилья на літаках Л-29 та Л-39. Льотний склад включав у себе 41 пілота. Окрім них, в Туреччину з Чечні була направлена група курсантів (від 40 до 100 осіб) для вивчення на пілотів, однак до моменту початку бойових дій вони ще не повернулися. 6 вересня під час військового параду до Дня незалежності був проведений показовий політ ескадрильї літаків Л-29. До листопада 1994 року із вищезагаданої кількості чеченських літаків у боєздатному стані знаходилося близько 100 бортів (або близько 40 %), інші використовувалися як джерело запчастин або були несправні. Невстановлена кількість Л-39 була передана в Абхазію для допомоги абхазам проти грузинських військ.
На деяких літаках Л-29 та Л-39 були нанесені впізавальні знаки чеченських ВПС у вигляді герба Чеченської Республіки Ічкерія.
Починаючи з вересня 1994 року у небі Чечні з'являються російські бойові літаки і гелікоптери. На початку було задіяно чотири Мі-24, пізніше кількість гелікоптерів збільшилась, а також з'явилися бойові штурмовики Су-25. Всі опізнавальні знаки на них були зафарбовані і тогочасна російська влада цілковито заперечувала свою причетність до цих польотів.
30 вересня, 25 жовтня і 25 листопада відбувалися авіаудари по аеродрому у місті Грозний. Також відбувалися повітряні удари в інших місцях: 10 жовтня Мі-24 нанесли удар по підрозділам генерала Дудаєва, а 23 листопада спільно Мі-24 спільно з Су-25 наносили удари по місцю дислокації чеченського танкового полку у місті Шалі. 26 листопада група із 7 Мі-24 прикривали невдалий рейд на Грозний, і згідно непідтверджених росіянами заяв чеченців, один Мі-24 був збитий. На початку грудня російські прикордонники заявили, що був збитий неідентифікований вантажний літак що летів у напрямку Азербайджану.

## Авіаудари 1 грудня 1994
До 30 листопада щонайменше одна чеченська ескадрилья літаків Л-29 «Дельфін» (12 машин) знаходилася у стані бойової готовності. На той момент російська армія готувалася до вторгнення у Чечню і було прийняте рішення превентивно знищити усі літаки.
Для виконання бойових задач у ході операцій було створене угруповування ВПС, основу якого склала фронтова авіація 4 Повітряної Армії разом із задіянням частини сил інших підрозділів. Створене угруповування була розміщене на 19 аеродромах, розташованих на відстанях від 100 до 700 км, основним аеродромом став аеродром Моздок. Всього з російського боку було задіяно 515 літаків, в тому числі 274 літаків фронтової авіації: 72 Су-24; 85 Су-25; 49 МіГ-29; 33 Су-24МР; 14 Ту-22МЗ. Окрім фронтової авіації на трьох аеродромах (Моздок, Беслан та Кизляр) було створене угруповування армійської авіації у складі 55 гелікоптерів (Мі-24, Мі-26, Мі-8 та Мі-9). 50% командирів екіпажів складали льотчики які пройшли війну в Афганістані і мали суттєвий бойовий досвід.
Перевезення особового складу і бойової техніки виконували літаки військово-транспортної авіації (Ан-12, Ан-22, Ан-26, Ан-124 та Іл-76).
Перший удар був нанесений штурмовиками Су-25 рано вранці 1 грудня 1994 року по аеродромах Калинівська і Ханкала, де базувалися бойові чеченські літаки. Атака відбувалася з задіяннями НАР та авіаційних бомб. В результаті нападу була знищена на землі уся бойова авіація чеченських військ. Завдяки раптовому нападу чеченці не змогли задіяти протиповітряну оборону і росіяни не втратили жодного літака (згідно чеченської версії був збитий один Су-25 на околицях Грозного).
В другій половині дня був атакований і аеродром Грозний-північний. Тут під російські бомби попали 6 Ан-2, 6 Ту-134, 3 Мі-8 та 1 Ту-154.